# LO-Ungdom
FH-Ungdom er LO's (nu FH,  Fagbevægelsens Hovedorganisation) ungdomsorganisation, der varetager unge lønmodtageres interesser.
Organisationen blev stiftet som LO-Ungdom  i 1987. Organisationen varetager og koordinerer LO's indsats overfor forbundenes medlemmer under 30 år, der automatisk er medlem af LO-Ungdom. Hensigten er fremme, at de unge er medlemmer af et fagforbund samt at være en fælles stemme i det politiske arbejde. Blandt organisationens faste aktiviteter var tidligere Jobpatruljen der tager rundt for at tjekke unge lønmodtageres løn- og ansættelsesvilkår. Men grundet besparelser i  LO (nu FH)  overtog 3F og HK/Danmark ansvaret for Jobpatruljen, da 